# تشو جين باو
تشو جين باو (بالصينية: 徐根宝) (ولد في 16 يناير 1944 في شانغهاي) هو لاعب كرة قدم دولي صيني سابق ومدير فني، ورئيس نادي لورقة حاليا.